# Sarah Gibson (compositrice)
Pour les articles homonymes, voir Sarah Gibson.
Sarah Gibson, née le 21 mai 1986 à Spartanburg (Caroline du Sud) et morte le 14 juillet 2024 à Los Angeles, est une pianiste et compositrice américaine. En tant que pianiste, elle se concentre sur la nouvelle musique.
Elle fonde un duo de piano, HOCKET, avec le pianiste et compositeur Thomas Kotcheff. Ses compositions sont interprétées par de grands orchestres aux États-Unis et en Europe.

## Biographie

### Jeunesse et éducation
Sarah Elizabeth Gibson naît le 21 mai 1986 à Spartanburg en Caroline du Sud. Elle est élevée par ses parents à Roswell, en Géorgie. Elle s'intéresse à la musique dès son plus jeune âge et commence des cours de piano à sept ans. Adolescente, elle  joue pour l' Orchestre symphonique des jeunes d'Atlanta en tant que pianiste et claviériste principale. Elle étudie le piano et la composition à la Jacobs School of Music (en), où elle obtient en 2008 un bachelor's degree en interprétation au piano et en composition musicale, et à l'Université de Californie du Sud, où elle obtient deux diplômes en composition : un master's degree en 2010 et un doctorat en 2015,.

### Carrière
Elle travaille comme directrice adjointe du Los Angeles Philharmonic Composer Fellowship Program, aux côtés du réalisateur Andrew Norman, et comme professeure adjointe de théorie de la composition à la California State University et au Long Beach Bob Cole Conservatory of Music où elle dirige également le New Music Ensemble. 
Gibson est membre de l'organisation PianoSpheres pour la nouvelle musique pendant des décennies et y est l'une des artistes vedettes à partir de 2019. Elle se produit aux États-Unis et en Europe. Elle forme un duo de piano, HOCKET, avec le pianiste et compositeur Thomas Kotcheff. Ils se  produisent dans des festivals tels que le MATA Festival à New York, le Noon to Midnight du Los Angeles Philharmonic, le Eighth Blackbird Creative Lab et le Other Minds Festival. 
En tant que compositrice, elle reçoit des commandes de la League of American Orchestras, de la Toulmin Foundation, du Tanglewood Music Center, de l'Aspen Music Festival and School et du Seattle Symphony, entre autres. Sa composition To the World pour baryton et Language Drum est publiée par Ries & Erler. Elle est la compositrice d'investissement sonore du Los Angeles Chamber Orchestra pour la saison 2018/2019. 
Son Concerto pour piano pour la main gauche, créé avec elle en tant que soliste, remporte le concours de nouvelle musique orchestrale de l'Université de Californie du Sud. Son œuvre Soak Spot pour ensemble est créée par le Grossman Ensemble à Chicago le 19 mai 2023. Elle est inspirée par l'art d'Helen Frankenthaler. Sa composition warp & weft pour grand orchestre, inspirée par  l'art de Miriam Schapiro, est jouée à Glasgow le 8 mars 2024 par le BBC Scottish Symphony Orchestra dirigé par Gemma New. Elle devrait être interprétée par le BBC Philharmonic, dirigé par Anja Bihlmaier, au Royal Albert Hall dans le cadre des Proms le 8 août 2024. Ce programme devait présenter la première mondiale de son œuvre  Beyond the Beyond, une composition orchestrale inspirée par l'espoir, la douleur, la peur et la joie d'une nouvelle mère.

### Vie privée
Sarah Gibson épouse Aaron Fullerton en 2014. Le couple a un fils.

### Mort
Elle meurt, après une lutte contre le cancer du côlon pendant plusieurs mois, chez elle à Los Angeles le 14 juillet 2024, à l'âge de 38 ans,.

## Récompenses et honneurs
Gibson a été honoré par l'American Composers Orchestra Underwood New Music Readings. Elle reçoit le prix Victor Herbert de l'American Society of Composers, Authors and Publishers et le Marion Richter American Music Composition Award de la National Federation of Music Clubs. Elle  remporte le concours de composition de la Percussive Arts Society.